# Nová radnice (Milevsko)
Nová radnice v Milevsku je jednopatrová budova vystavěná v letech 1900–1902 v novorenesančním slohu. Nachází se na hlavním milevském náměstí. Od 16. června 2012 je objekt uveden v rejštříku památek. 

## Historie

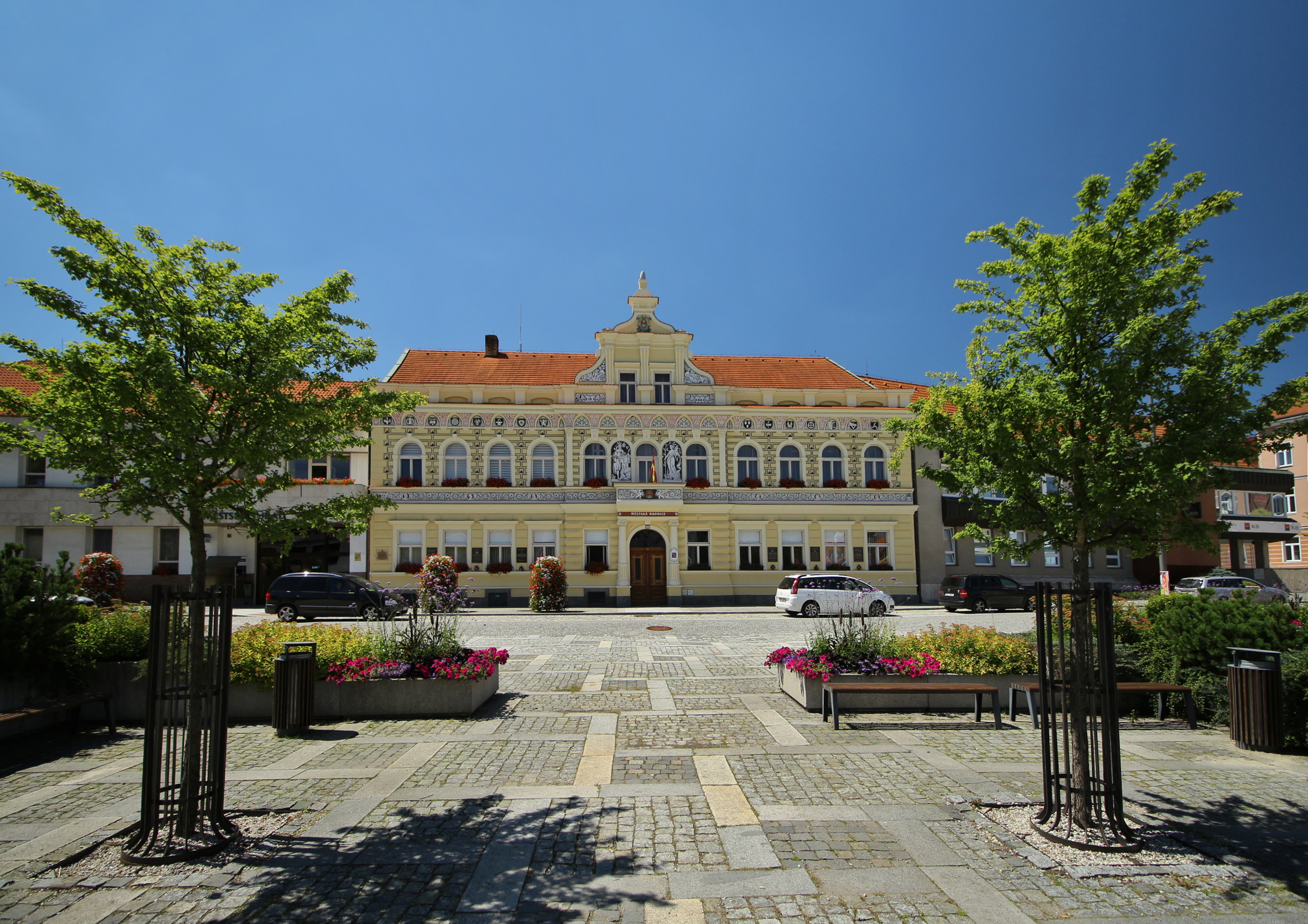
Nová radnice

Současná novorenesanční jednopatrová budova radnice pochází z let 1901–1902, ačkoli na štítu na průčelí budovy je uveden letopočet 1900. Byla postavena na místě osmi masných krámků, které zde stávaly od roku 1749.
Sgrafitová výzdoba na průčelí do náměstí byla vytvořena roku 1936 místním malířem Oldřichem Pejšou. Zřejmě z doby kolem roku 1980 pochází přístavba na jižní straně radnice i restaurace postavená při severní straně.